# WOW Presents Plus
WOW Presents Plus (također poznat kao World of Wonder Presents Plus ili WOWPresents+) je američka usluga plaćenog videa na zahtjev pokrenuta 2017. godine čiji je vlasnik produkcijska kuća World of Wonder.
Usluga u svojem katalogu nudi sve emisije iz Drag Race serijala, te brojne druge originalne emisije koje se pretežno bave „drag kraljicama” (en. Drag Queens). Business Insider je nazvao WOW Presents Plus najboljim streaming servisom za fanove Drag Race serijala.

## Distribucija
Usluga je dostupna u Hrvatskoj, ali nije lokalizirana. Također je dostupna u svim zemljama svijeta, osim u Kini, Siriji, Sjevernoj Koreji i Rusiji. 